# 트랜스메타
트랜스메타(Transmeta Corporation, 나스닥: TMTA)는 저전력 반도체 IP를 라이선스하는 미국 회사이다. 트랜스메타는 본래 VLIW(very long instruction word) 코드 형태의 마이크로코드 처리된 마이크로프로세서를 생산하였으며 전자 기기의 낮은 소비 전력에 초점을 두었다. 이 회사는 1995년에 Bob Cmelik, Dave Ditzel, Colin Hunter, 에드 켈리, Doug Laird, Malcolm Wing, Greg Zyner가 세웠다.
이제까지 두 개의 x86 호환 CPU 아키텍처를 생산하였다.: 크루소, 이피시온(Efficeon) 이 CPU들은 전력 소비와 발열이 적어야 하는 서브노트북, 블레이드 서버, 태블릿 PC, 개인용 클러스터 컴퓨터, 조용한 데스크톱 컴퓨터에 선보이고 있다.

## 역사
트랜스메타는 마이크로프로세서 기술을 선진화하여 낮은 소비 전력을 사용하는 컴퓨터 시장에 팔았다. x86 시장에서 전력과 성능에서 앞장서는 것이 이 회사의 목표였다. 그러나 최초의 크루소의 성능은 매우 낮게 평가 받았다. 그뿐 아니라 크루소가 개발하는 동안에도 시장은 점차 확장되고 있었다. 인텔과 AMD는 지속적으로 성능을 향상시키면서도 소비전력을 낮추는 데 힘을 기울이기 시작했다. 이에 따라 크루소는 시장에 출시하자마자 소비자들에게 외면을 받고 말았다.
이로써 다시 설계된 이피시온(Efficeon) 프로세서가 출시되었다. 이피시온은 크루소의 주파수에 2배 성능으로 언급되었지만 다른 회사의 것과 비교하면 만족할만한 성능을 내지는 못했다. 게다가 칩 위의 회로가 복잡하여 칩 크기가 커지는 바람에 전력 소비량이 늘어나게 되었다.
트랜스메타는 업계의 수많은 유명인사들(리누스 토르발스, 데이브 테일러 등)을 고용하고 있었다. 그러다가 리누스 토르발스는 리눅스 개발에 전념함으로써 2003년 6월에 트랜스메타의 일을 그만두게 되었다.
2005년 1월에 트랜스메타는 칩 제조업체로부터 지적 재산 라이선스 기업으로 방향을 전환할 계획을 발표하였다. 다시 말해 칩을 팔뿐 아니라 기술을 다른 칩 제조업체에 파는 것이다. 같은 해 2월에 AMD가 트랜스메타를 인수할 것이라는 이야기가 돌고 있었다. 같은 해 3월에 트랜스메타는 68명의 인원을 해고하고 208명이 퇴직하였음을 발표하였다. 남은 종업원의 절반은 롱런2라는 전력 소비 절약 기술을 소니 사의 제품에 추가하는 일을 하고 있다. 소니는 트랜스메타의 기술 라이선스를 받은 주요 기업이다.
2005년 5월 31일에 트랜스메타는 홍콩의 컬처컴(Culturecom)에 자산을 매각하고 기술 라이선스를 제공할 것임을 발표했다. 트랜스메타는 크루소에 관한 기술 자산을 컬처컴에 매각하여 이피시온을 제조하여 중국에 판매하는 라이선스도 제공했다.
2006년 10월 11일에 트랜스메타는 인텔이 특허권을 침해했다고 발표했다. 인텔 제품의 판매 금지와 손해배상을 요구하고 있다. 특허권 침해 제품으로는 펜티엄 3, 펜티엄 4, 펜티엄 M, 코어, 코어 2 등이다.
2007년 2월 7일에 트랜스메타는 기술 서비스 부서를 폐지하여 75명의 종업원을 해고했다. 앞으로 하드웨어를 개발하거나 판매할 계획이 없으며 지적 재산의 라이선스 제공에 주력한다고 언급하였다.
2007년 10월 24일에 트랜스메타는 특허 침해 건에 대해 인텔이 1억 5,000만 달러와 앞으로 5년에 걸쳐 해마다 2,000만 달러를 지불하는 것으로 합의했다.